# Martin Krummenacher

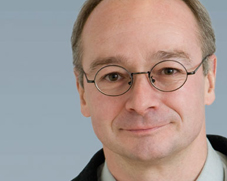
Martin Krummenacher (2011)

Martin Krummenacher (* 13. August 1966) ist ein Schweizer Politiker und Psychologe, der sich mit der Lügenforschung beschäftigt.

## Politischer Werdegang
Martin Krummenacher war von September 2010 bis Dezember 2015 als Vertreter der Sozialdemokratischen Partei (SP) Mitglied des Luzerner Kantonsrats. Er nahm im September 2010 den freigewordenen Sitz von Hermann Morf (aus Willisau) ein und im März 2011 und im März 2015 gelang ihm die Wiederwahl. Im November 2015 trat er als Kantonsrat zurück.
Er ist Vorsitzender der SP Willisau.

## Publikationen

### Monographien
- Marti Krummenacher: Lügen ist ein kreatives Umgehen von (oder mit) Fakten. Lügentypische Fehlleistungen bei der Sprachproduktion. Südwestdeutscher Verlag für Hochschulschriften, Saarbrücken 2009, ISBN 978-3838106960.

### Aufsätze
- Martin Krummenacher, M. E. Oswald, P. Giger: Wiederholen Sie sich nicht! Eine Realdatenanalyse non- und paraverbaler Merkmale für die Glaubhaftigkeitseinschätzung. In: Polizei & Wissenschaft, 2010, 3, S. 2–15.
- Martin Krummenacher: The (boring) sound of deception! Stimmdatenanalysen echter Lügner und die Grenzen ihrer Brauchbarkeit. In: Polizei & Wissenschaft, 2010, 3, S. 50–63.
- Martin Krummenacher, L. Currit: Verteidigung und Unterstützung der zivilen Behörden – Armeeaufgaben im Wandel der Zeit. In: Military Power Revue, 2/2015, S. 6–14.
- Martin Krummenacher, D. Krauer: Klimawandel und schwindende Ressourcen – interagierende Bedrohungen mit Folgen für die Streitkräfteentwicklung. In: Military Power Revue, 2/2016, S. 73–84.
- Martin Krummenacher: Letale autonome Waffensysteme – Fluch oder Segen? In: Military Power Revue, 2/2017, S. 60–71.